# كأس الرابطة التونسية للسيدات
كأس الرابطة التونسية للسيدات (بالفرنسية: Coupe de la Ligue tunisienne féminine de football)‏، هي المسابقة الرسمية لكأس الرابطة في رياضة كرة القدم النسائية في تونس. تأسست سنة 2014 تحت رعاية الجامعة التونسية لكرة القدم والرابطة الوطنية لكرة القدم النسائية. الجمعية الرياضية لبنك الإسكان هو الفريق الأكثر تتويجا برصيد 2 كؤوس.

## سجل الألقاب
| الموسم | البطل                                 | النتيجة                               | الوصيف                                |
| ------ | ------------------------------------- | ------------------------------------- | ------------------------------------- |
| 2014   | الجمعية الرياضية لبنك الإسكان         | 1-2                                   | الاتحاد الرياضي التونسي               |
| 2015   | غير معروف                             | غير معروف                             | غير معروف                             |
| 2016   | الاتحاد الرياضي التونسي               | 0-4                                   | المجد الرياضي بسيدي بوزيد             |
| 2017   | غير معروف                             | غير معروف                             | غير معروف                             |
| 2018   | غير معروف                             | غير معروف                             | غير معروف                             |
| 2019   | الجمعية الرياضية لبنك الإسكان         | 0-2                                   | الاتحاد الرياضي التونسي               |
| 2020   | ألغيت بسبب جائحة فيروس كورونا في تونس | ألغيت بسبب جائحة فيروس كورونا في تونس | ألغيت بسبب جائحة فيروس كورونا في تونس |
| 2021   | الجمعية الرياضية النسائية بالساحل     | 2-3                                   | الجمعية الرياضية النسائية بسبيبة      |
| 2022   | غير معروف                             | غير معروف                             | غير معروف                             |
| 2023   | الجمعية الرياضية لبنك الإسكان         | 2-4                                   | المجد الرياضي بسيدي بوزيد             |

## سجل الألقاب حسب الفريق
| النادي                            | البطولة              | الوصافة        |
| --------------------------------- | -------------------- | -------------- |
| الجمعية الرياضية لبنك الإسكان     | 3 (2014، 2019، 2023) | —              |
| الاتحاد الرياضي التونسي           | 1 (2016)             | 2 (2014، 2019) |
| الجمعية الرياضية النسائية بالساحل | 1 (2021)             | —              |
| المجد الرياضي بسيدي بوزيد         | —                    | 2 (2016، 2023) |
| الجمعية الرياضية النسائية بسبيبة  | —                    | 1 (2021)       |

## روابط خارجية
- الموقع الرسمي للجامعة التونسية لكرة القدم.
- كأس الرابطة التونسية للسيدات على موقع مؤسسة إحصاءات وثيقة لرياضة كرة القدم